# 布萨拉
布萨拉（義大利語：Busalla），是意大利热那亚省的一个市镇。总面积17.12平方公里，人口5881人，人口密度343.5人/平方公里（2009年）。ISTAT代码为010006。